# Глимюр
Глимюр (исл. Glymur) — второй по высоте водопад в Исландии (Вестюрланд), общая высота которого составляет 196 м. С края глубокого и короткого каньона полностью водопад рассмотреть невозможно. Единственный способ сделать это — пробраться вверх по реке в каньон, однако это опасно и не рекомендуется.
Водопад расположен в задней части Хваль-фьорда. Со времён сооружения под этим фьордом тоннеля Хвальфьярдаргёйнг это место стало малопосещаемым. Однако это красивое место с вулканами и березовыми рощами.
Глимюр расположен возле вулкана-туйи Хвальфедль, образовавшегося результате подлёдного извержения во время последнего ледникового периода. Водопад образует река Ботнсау, которая вытекает из озера Хвальватн. Вода падает в каньон, покрытый зеленым мхом. До водопада можно добраться от Ботнсау, небольшой деревни, названной в честь реки. От Ботнсау к верхней кромке каньона можно пройти по маркированной дорожке 350-метровой длины. С южного берега Ботнсау водопад виден лучше, однако этот маршрут более напряжённый и опасный.